# دانشنامه فلسفه راتلج
دانشنامه فلسفه راتلج یک دایرةالمعارف فلسفه است که توسط ادوارد کریگ ویرایش شده و اولین بار توسط راتلج در سال ۱۹۹۸ منتشر شد. در ابتدا در ۱۰ جلد چاپی و به صورت سی دی رام منتشر شد، در سال ۲۰۰۲ به صورت اشتراک آنلاین در دسترس قرار گرفت. نسخه آنلاین به‌طور مرتب با مقالات جدید و تجدید نظر در مقالات موجود به روز می‌شود. دارای ۱۳۰۰ مشارکت کننده است که بیش از ۲۰۰۰ مقاله علمی ارائه می‌کنند.

## نسخه‌های تک جلدی
دو نسخه تک جلدی دایرةالمعارف منتشر شده‌است، دانشنامه مختصر فلسفه راتلج، که اولین بار در سال ۱۹۹۹ منتشر شد؛ و دانشنامه کوتاهتر فلسفه راتلج، که اولین بار در سال ۲۰۰۵ منتشر شد. نسخه مختصر به اندازه مجموعه‌ی ده جلدی مدخل دارد. هر مدخل در نسخه مختصر خلاصه‌ای از موضوعی است که قبل از هر مقاله در اثر ۱۰ جلدی قرار دارد. نسخه کوتاه‌تر دارای بیش از ۹۰۰ مقاله است که هر کدام دارای پوشش عمیق‌تر از مدخل مربوط (در صورت وجود) در دانشنامه مختصر است.